# 8688 Delaunay
A 8688 Delaunay (ideiglenes jelöléssel 1992 PV1) a Naprendszer kisbolygóövében található aszteroida. Eric Walter Elst fedezte fel 1992. augusztus 8-án.